# Самарский (хутор, Тульская область)
Самарский — хутор в Куркинском районе Тульской области России.
В рамках административно-территориального устройства относится к Самарской волости Куркинского района, в рамках организации местного самоуправления включается в Самарское сельское поселение.

## География
Расположен в 9 км к юго-западу от райцентра, посёлка городского типа Куркино, в 108 км к юго-востоку от областного центра, г. Тулы. 

## Население
| 2010 |
| ---- |
| 10   |